# Sangiaccato di Avlona
Il sangiaccato di Avlona o sangiaccato di Valona (in turco Avlonya Sancağı, in albanese Sanxhaku i Vlorës; a volte indicato come sangiaccato di Berat a causa del suo capoluogo è stato uno dei sangiaccati (o sanjak) dell'Impero ottomano, il cui capoluogo era la città di Berat, in Albania. Fu istituito nel 1466, dopo la costruzione del Castello di Elbasan del territorio che apparteneva al precedente sangiaccato ottomano di Albania.

## Territorio
Il territorio del sangiaccato di Avlona si estendeva tra il fiume Shkumbini a nord e le monti Acrocerauni a sud.
Questo sangiaccato aveva due kaza: la kaza di Berat e la kaza di Valona. Prima dell'istituzione del sangiaccato di Delvina a metà del XVI secolo, appartenevano al sangiaccato di Avlona anche le seguenti kaza: Delvina, Gjirokastër, Myzeqe e la Labëria.
Il sangiaccato di Avlona durò fino al 1912, con la proclamazione dell'indipendenza dell'Albania, quando era composto dalle seguenti kaza:
- Kaza di Berat
- Kaza di Valona
- Kaza di Myzeqesë
- Kaza di Mallakastër
- Kaza di Skrapar
- Kaza di Tomorricës

## Politica
Valona fu conquistata dagli ottomani nel giugno 1417. Nel 1431 dalle aree dell'odierna Albania occidentale venne creato il sangiaccato di Albania.
Alla fine del XV secolo, per stimolare il commercio, gli ottomani stabilirono una piccola comunità di ebrei sefarditi.
Gedik Ahmet Pascià fu sanjak-bey del sangiaccato di Avlona nel 1479. Bali Bey, figlio di Yahya Pascià, divenne sanjak-bey del sangiaccato di Avlona nel 1506. Mehmed Beg Isaković, figlio di Isa-Beg Isaković, fu nominato sanjak-bey di Avlona nel gennaio 1516. Muzaffer Pasha fu sanjak-bey di Avlona prima di essere nominato primo governatore di Cipro nel 1570, dopo fu conquistata dall'Impero ottomano. Mustafa Pasha (Bin Abdullah), che era stato sanjak-bey di Bosnia e Morea, divenne il sanjakbey di Valona alla fine del XVI secolo e all'inizio del XVII secolo. Avlona fu catturata dai veneziani nel 1690, ma fu riconquistata dagli ottomani nel 1691. Nel 1691, il centro del sangiaccato fu trasferito a Berat e venne gradualmente chiamato sangiaccato di Berat. Sari Ahmed Pascià fu nominato sanjak-bey di Avlona alla fine del 1712 e nel 1714 fu trasferito alla posizione di beglerbeg di Rumelia. A metà del XVIII secolo il sanjak-bey di Avlona Ahmet Pasha Kurt, della famiglia Muzaka fu nominato in seguito alla posizione di derbendci aga (guardiano dei passi di montagna) che ricoprì fino a quando il sultano nominò il nipote di Ahmet, Ali Pasha Tepeleni, al posto suo.
Nel 1809, il sanjak-bey di Avlona fu Ibrahim Pasha.
Secondo Eqrem Vlora i membri della sua famiglia furono de facto (e quindi non de jure) sanjak-bey di Avlona nel periodo 1481-1828.
Nel 1834 Mahmood Hamdi Pascià fu nominato per governare il sangiaccato di Delvina, Yanina e Avlona.
Ismail Qemali, primo Primo Ministro dell'Albania, fu eletto membro del parlamento ottomano nel dicembre 1908 per il sangiaccato di Berat.